# Ratih Purwasih
Ratih Purwasih (ur. 1 kwietnia 1966) – indonezyjska piosenkarka.
Okres jej największej aktywności przypadł na lata 80. i 90. XX wieku. Wtedy też wydała szereg albumów muzycznych. W jej repertuarze są m.in. piosenki „Antara Benci Dan Rindu” i „Kau Tercipta Bukan Untukku”, które stały się przebojami krajowej sceny muzycznej.
Jej siostrą jest piosenkarka Endang S. Taurina.

## Dyskografia[2]
Albumy solowe
- 1986: Antara Benci & Rindu
- 1986: Kau Tercipta Bukan Untukku
- 1987: Kau dan Aku Berbeda
- 1988: Mungkinkah Ini Nasibku
- 1990: Kasih Sayang yang Hilang
- 1991: Hidup yang Sepi
- 1991: Hati & Cintamu
- 1992: Mau Apa Lagi
- 1999: Biasanya Dirimu

Duety
- 1992: Senandung Rindu – Album Duet Pop Sweet (wraz z siostrą)
- 1993: Jangan Biarkan – 22 Super Mega Hit (wraz z siostrą)
- 1994: Malioboro (wraz z Nicky Ukur)

Single
- 1989: „Hitam Putih Fotomu” (Album Special 1989)